# Isac Chiva
Isac Chiva (* 7. September 1925 in Iași, Rumänien; † 30. April 2012 in Paris) war ein rumänisch-französischer Sozialanthropologe.

## Leben
Isac Chiva kam Ende 1947 nach Paris, nachdem er den Todeszug von Iași überlebt hatte und die Ankunft der Stalinisten bevorstand. Nach dem Studium an der Universität Sorbonne und am Institut für Ethnologie, das dem Musée de l’Homme am Trocadero angegliedert war, forschte er in den 1950er-Jahren in St. Viâtre, einem Dorf in der Sologne in Zentralfrankreich. Er beschäftigte sich im Auftrag der UNESCO mit ländlichen Gemeinden wie der Touraine im Großraum des Pariser Beckens, in den Seealpen und auf Korsika. 1959 untersuchte er in der Region Bagnols-sur-Cèze die Reaktionen der Bevölkerung in der Umgebung des ersten französischen Kernkraftwerks bei Marcoule.
In den sechziger Jahren führten ihn seine Forschungen in die Schweiz und in das burgundische Châtillonnais. Er begründete mit Claude Lévi-Strauss das Laboratorium für Sozialanthropologie am Collège de France, diente als dessen stellvertretender Direktor sowie seit 1978 als Präsident der französischen Gesellschaft für Völkerkunde und als Mitglied des Hohen Kommission für Denkmalpflege. Er arbeitete in Französisch-Westindien, auf Haiti, in den Pyrenäen, in der Ebene des Flusses Ain bei Genf und auf dem bretonischen Land von Retz. Im Jahr 1995 stiftete er der Hochschule für Sozialstudien seine wissenschaftliche Bibliothek mit Werken über Ethnologie, Soziologie des ländlichen Raums, Humangeographie und Architektur.

## Werke
- Lettre reçue de Isac Chiva, Korrespondenz 1933–1994 zwischen Isac Chiva und Jean Gottmann, Paris, 1964
- Les études rurales en France, Verlag Éditions de l’École des hautes études en sciences sociales, 1972, ISBN 2-7132-0805-X
- (hrsg. mit Utz Jeggle) Deutsche Volkskunde – französische Ethnologie: 2 Standortbestimmungen, 1987
- Hommes et vins: une anthropologie du vignoble bourguignon, Édition universitaires de Dijon, 1999
- Laboratoire d’anthropologie sociale, Ecole des Hautes Etudes en Sciences Sociales, Paris, Dezember 2002, L’affaire Eugénie Goldstern, L’histoire d’une non-histoire
- Les Baronnies des Pyrénées: anthropologie et histoire, permanences et changements, Edition de l'Ecole des hautes études en sciences sociales, 1999